# الرابطة الوطنية لكرة القدم داخل القاعة
الرابطة الوطنية لكرة القدم داخل القاعة، في الجزائر، تأسست سنة 2013، تتكون من 24 أندية في الرابطة.

## تاريخ
أعلنت الاتحادية الجزائرية لكرة القدم، عن فتح باب التسجيل في البطولة الولائية لكرة القدم داخل الصالات، حيث سيكون بإمكان جميع الأندية والجمعيات المرخصة في كرة القدم داخل الصالة الانضمام إلى البطولة الولائية في نسختها الثانية، وأوضحت الفاف، في بيان لها نشر على الموقع الرسمي، أن البطولة الولائية ستكون مؤهلة لكأس الجزائر لكرة القدم داخل القاعة 2014، حيث ستجري الأدوار ال32 في شهر جانفي 2014، ومن المرتقب أن تنطلق البطولة الوطنية لكرة القدم داخل الصالة لموسم 2013/2014 شهر أكتوبر وقد وضعت الفاف لجنة خاصة من أجل تسيير البطولة وكذا منافسة كأس الجمهورية.